# تپه قزانچی ۲
تپه قزانچی ۲ مربوط به عصر مس و سنگ - دوره سلجوقیان است و در شهرستان کرمانشاه، بخش مرکزی، دهستان میان دربند، حدود ۹۰۰ متری شمال غرب روستای قزانچی واقع شده و این اثر در تاریخ ۱۵ دی ۱۳۸۷ با شمارهٔ ثبت ۲۴۰۹۴ به‌عنوان یکی از آثار ملی ایران به ثبت رسیده است.